# Swantow
Swantow ist ein Ortsteil der Gemeinde Poseritz im Landkreis Vorpommern-Rügen in Mecklenburg-Vorpommern.

## Geografie und Verkehrsanbindung
Swantow liegt südöstlich des Kernortes Poseritz. Die Landesstraße L 29 verläuft nordwestlich und die L 30 östlich.

## Sehenswürdigkeiten
- Evangelische St. Stephanus-Kirche
- Kirchhof mit früherer Grabkapelle, jetzt „Epiphaniaskapelle“ als Gemeinderaum, mit Grabkreuzen und Kalksteinstelen
- Kriegerdenkmal 1914/18
- Pfarrhof mit Pfarrhaus, Stall und Garten (Swantow 1)
- Wohnhaus (Pfarrwitwenhaus) – ehemalige Schule (Swantow 5)